# Ala I Thracum Herculana

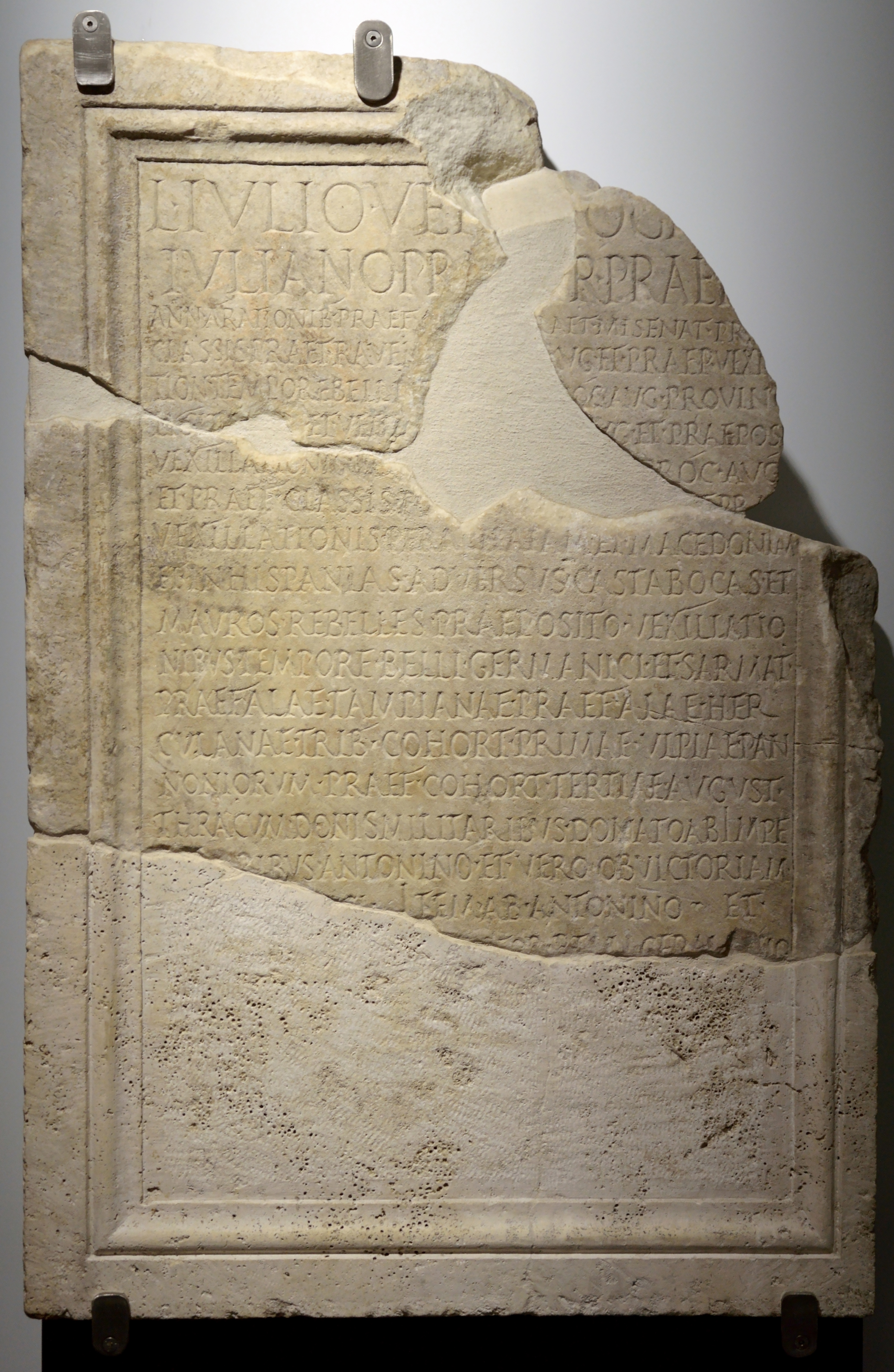
L'inscription de Lucius Iulius Vehilius Gratus Iulianus (CIL, VI, 31856), conservée au Musée National Romain des Thermes de Dioclétien

L'Ala I Thracum Herculana [Antoniniana] (en français « Première aile des Thraces Herculéenne Antonine») était une unité de cavaliers auxiliaires de l'armée romaine impériale, principalement stationnée dans les provinces de Cappadoce, de Syrie, et d'Egypte. Elle est attestée par plusieurs documents épigraphiques la mentionnant, dont des diplômes militaires (sanctionnant la fin d'un service militaire et l'obtention de la citoyenneté romaine, bien souvent), des inscriptions funéraires et votives, des papyrus et des ostraca. Selon l'historien John Spaul, cette Ala doit être identifiée à l'Ala Macedonica, de l'époque augustéenne, mentionnée dans l'inscription AE 1982, 856, les deux unités ne seraient en réalité qu'une seule.

## Histoire
Aux origines de la création de l'unité, les soldats de cette Ala furent recrutés parmi les pérégrins issus des peuples thraces, au sein du territoire de la province romaine de Thrace. Si l'on suit l'hypothèse de Spaul, l'Ala était d'abord stationnée en Macédoine, avant la création de la province de Mésie. L'unité était une Ala quingenaria, soit une Ala simple. L'effectif théorique de l'Ala était donc de 480 hommes, elle était composée de 16 turmae (une turme est un escadron) de 30 cavaliers (sg. : eques, pl : equites) chacun.
Le nom d' « Herculana » provient peut-être du nom de l'un de ses premiers commandants. Selon John Spaul, le nom pourrait avoir été donné en référence à Caius Iulius Héraclès, un préfet de l'aile. L'ajout apparaît dans les inscriptions sous différentes variantes, comme Herculiana (CIL, III, 600), Herculania (CIL, XII, 1357) ainsi que d'autres variantes en grec.
L'ajout du nom « Antoniniana » relève quant à lui d'un ajout honorifique qui se réfère à l'empereur Caracalla (qui règne de 211-217). L'ajout apparaît dans un papyrus égyptien.
L'Ala fut stationnée au cours de son histoire dans les provinces de Macédoine, vraisemblablement de Mésie, puis de Cappadoce, de Syrie et d'Égypte (dans cet ordre). Elle est mentionnée sur des diplômes militaires pour les années 94 à 206.
La première trace de l'unité dans la province de Cappadoce est un diplôme militaire daté de 94. Dans ce diplôme, l'Ala est mentionnée comme faisant partie des troupes stationnées dans la province. D'autres diplômes, datés de 99 à 100, attestent de la présence de l'unité dans la même province (ou dans la province de Galatie).
A une date indéterminée, l'Ala a vraisemblablement été transférée dans la province de Syrie, où elle est attestée pour la première fois par un diplôme daté de 133-134. Il est possible que ce transfert ait eu lieu dans le cadre de la répression de la révolte de Bar Kokhba pendant le règne d'Hadrien. Dans le diplôme, l'unité est mentionnée comme faisant partie des troupes stationnées dans la province. D'autres diplômes, datés de 153 à 156-157, attestent de la présence de l'unité dans la même province dans les décennies suivant la révolte.
Une vexillation de l'Ala, placée sous le commandement de Marcus Valérius Lollianus, a manifestement participé à la guerre romano-parthique menée par Lucius Verus entre 161 et 166. Elle est listée dans l'inscription CIL, III, 600 comme faisant partie des unités qui étaient sous le commandement de Marcus Valerius Lollianus.
L'Ala fut ensuite transférée dans la province d'Egypte, peut-être entre 180 et 185. Elle est attestée pour la première fois dans la province en 206 par un diplôme militaire. Dans ce diplôme, l'Ala est mentionnée comme faisant partie des troupes stationnées dans la province. La dernière attestation de l'unité en Egypte repose sur un papyrus daté de 216, mentionnant notamment son surnom d'Antoniana en référence à Caracalla.

## Lieux de stationnement connus
Les principaux sites de stationnement de l'unité, déduits par la présence de documents épigraphiques sont : 
En Syrie :
- Palmyre[6]

En Egypte :
- Koptos
- Thèbes : trois ostraca mentionnant l'unité et datés de 188 à 202 y ont été découverts [7],[8],[9]

## Membres connus
Grâce à la documentation épigraphique, plusieurs soldats et officiers de cette Ala sont connus.
Commandants et officiers :
- Le commandant anonyme de l'inscription IGRR, III, 1420, qui était également commandant de la Cohors I Germanorum (stationnée en Cappadoce).
- C(aius) Lucilius [...], est mentionné sur le diplôme daté de 94 comme commandant de la même cohorte, on suppose donc que sa charge concernait aussi l'Ala.
- C(aius) Sappius Flavus, un préfet de l'aile (CIL, XII, 1357).
- Iulius Iulianus, un επαρχος (éparque / préfet) de l'Ala (vers 167-168).
- Κλωδιος Κελσος (Claudius Celsus), un επαρχος (éparque / préfet) de l'Ala.
- Lucius Iulius Vehilius Gratus Iulianus, un préfet de l'aile dont la carrière entière est connue par une inscription découverte à Rome (CIL, VI, 31856). Il fut également préfet de la Cohors III Augusta Thracum et de l'Ala I Pannoniorum Tampiana, ainsi que tribun de la Cohors I Ulpia Pannoniorum.
- M(arcus) Porcius Narbonnensis, un préfet de l'aile (CIL, II, 4239).
- Tiberius Claudius Agrippa, un préfet de l'aile.

Soldats :
- [...] Dorisae, un soldat du rang : le diplôme de 94 a été délivré pour lui.
- Catto, un cavalier originaire de Gaule (AE 1982, 856[2]), probablement issu des Bellovaques.
- M(arcus) Antonius Valens, un cavalier : le diplôme de 206 a été délivré pour lui.
- Vibius Apollinaris, un cavalier (AE 1933, 209).

## Autres régiments auxiliaires portant le nom d'Ala I Thracum
- l'Ala I Augusta Thracum. Elle est attestée par des diplômes militaires de 86 à 151 et était stationnée dans les provinces de Syrie, de Rhétie et de Norique
- L'Ala I Thracum (Britannia). Elle est attestée par des diplômes de 103 à 12 et était stationnée dans les provinces de Bretagne et de Germanie.
- L'Ala I Thracum Mauretana. Elle est attestée par des diplômes de 86 à 206 et était stationnée dans les provinces de Maurétanie Césarienne, de Judée, et d'Egypte.
- L'Ala I Thracum Veterana. Elle est attestée par des diplômes de 86 à 192 et était stationnée dans les provinces de Rhétie, de Pannonie Supérieure, et de Pannonie inférieure.
- L'Ala I Thracum Victrix. Elle est attestée par des diplômes de 79 à 163 et était stationnée dans les provinces de Norique et de Pannonie Supérieure.